# Gare de Colomiers
Ne doit pas être confondue avec la gare de Coulommiers.
Cet article concerne la gare SNCF. Pour la future station du métro de Toulouse, voir Colomiers Gare (métro de Toulouse).
La gare de Colomiers est une gare ferroviaire française, située sur le territoire de la commune de Colomiers, dans le département de la Haute-Garonne en région Occitanie.
C'est une gare de la Société nationale des chemins de fer français (SNCF), desservie par des trains TER Occitanie de la relation Toulouse - Auch. Elle est également le terminus de la ligne C du réseau de transports en commun de Toulouse.

## Situation ferroviaire
Elle est située au point kilométrique (PK) 16,450 de la ligne de Saint-Agne à Auch, entre les gares de Ramassiers et de Colomiers-Lycée International. Son altitude est de 183 m.
La gare est le terminus de la section urbaine de la ligne C, qui a vu son infrastructure passer à deux voies depuis l'autre terminus de Saint-Cyprien-Arènes.

## Histoire

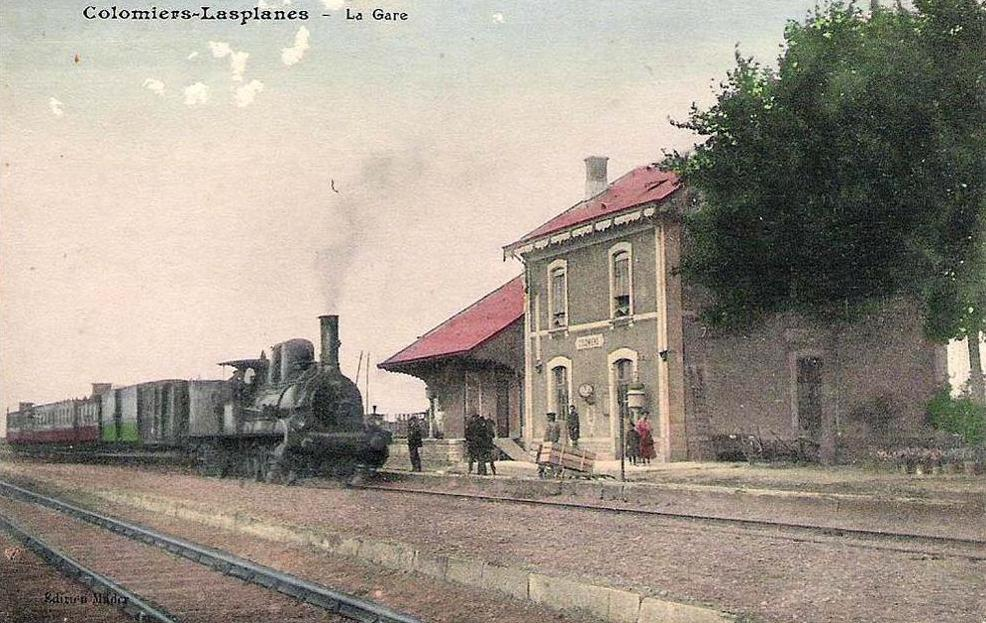
La gare vers 9010

La Compagnie des Chemins de fer du Midi met en service sa ligne de Toulouse à Auch le 22 octobre 1877.
Au début des années 1960 la commune qui compte moins de 5 000 habitants va être totalement transformée avec un projet urbain d'une ville nouvelle de 35 000 habitants. C'est dans le cadre de ce projet d'aménagement qu'est obtenu la modification du tracé de la voie ferrée de Toulouse à Auch et le déplacement de la gare à son emplacement actuel. L'ancienne gare, qui n'est plus située près d'une voie ferrée, est longtemps abandonnée et promise à la démolition, avant sa réhabilitation en 1993, la municipalité propriétaire de ce bâtiment lui ayant octroyé une nouvelle fonction pour les jeunes de la commune.

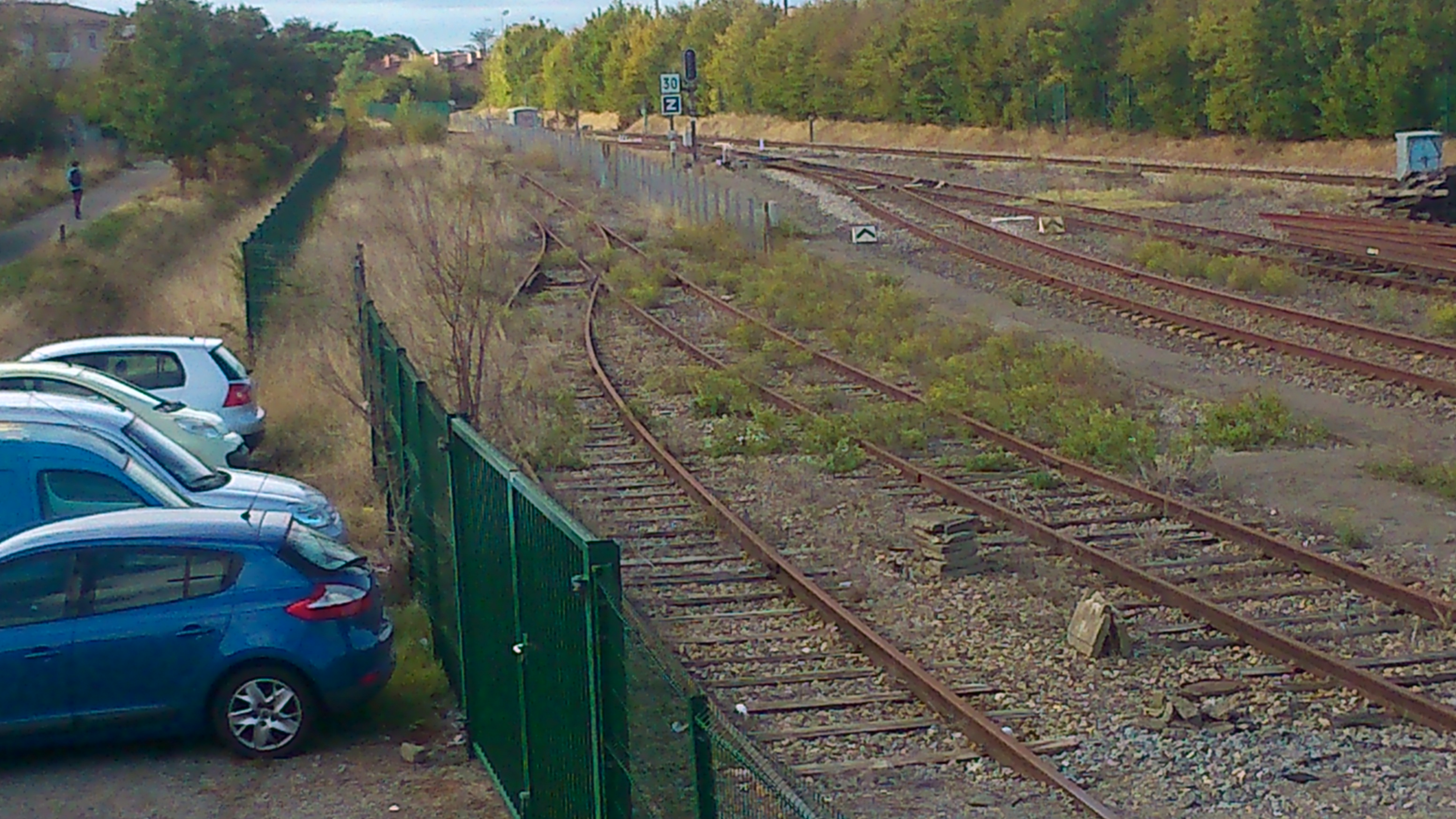
L'embranchement d'En Jacca en 2018, à l'abandon.

Des embranchements connectés sur la ligne de Toulouse à Auch à la gare de Colomiers, pour desservir la zone industrielle d'En Jacca sont laissés pour le moment à l'abandon. 
En 2004, les abords de la gare ont été réaménagés afin de favoriser l'intermodalité, à travers notamment la réalisation d'une gare de bus, de places de stationnement, d'une voie dépose-minute, d'emplacement réservés aux taxis, de points d'attache pour deux roues, de cheminements piétons. Cet aménagement a été conçu par les architectes toulousains du cabinet Séquences.

## Fréquentation
En 2020, selon les estimations de la SNCF, la fréquentation annuelle de la gare est de 182 167 voyageurs hors ligne C.
| Année                                     | 2015    | 2016    | 2017    | 2018    | 2019    | 2020    | 2021    | 2022    | 2023    |
| ----------------------------------------- | ------- | ------- | ------- | ------- | ------- | ------- | ------- | ------- | ------- |
| Voyageurs seuls (hors ligne C)            | 311 046 | 295 124 | 310 686 | 246 880 | 239 697 | 182 167 | 207 456 | 245 429 | 288 670 |
| Voyageurs et non voyageurs (hors ligne C) | 388 807 | 368 906 | 388 358 | 308 601 | 299 622 | 227 709 | 259 320 | 306 786 | 360 838 |

## Service des voyageurs

### Accueil

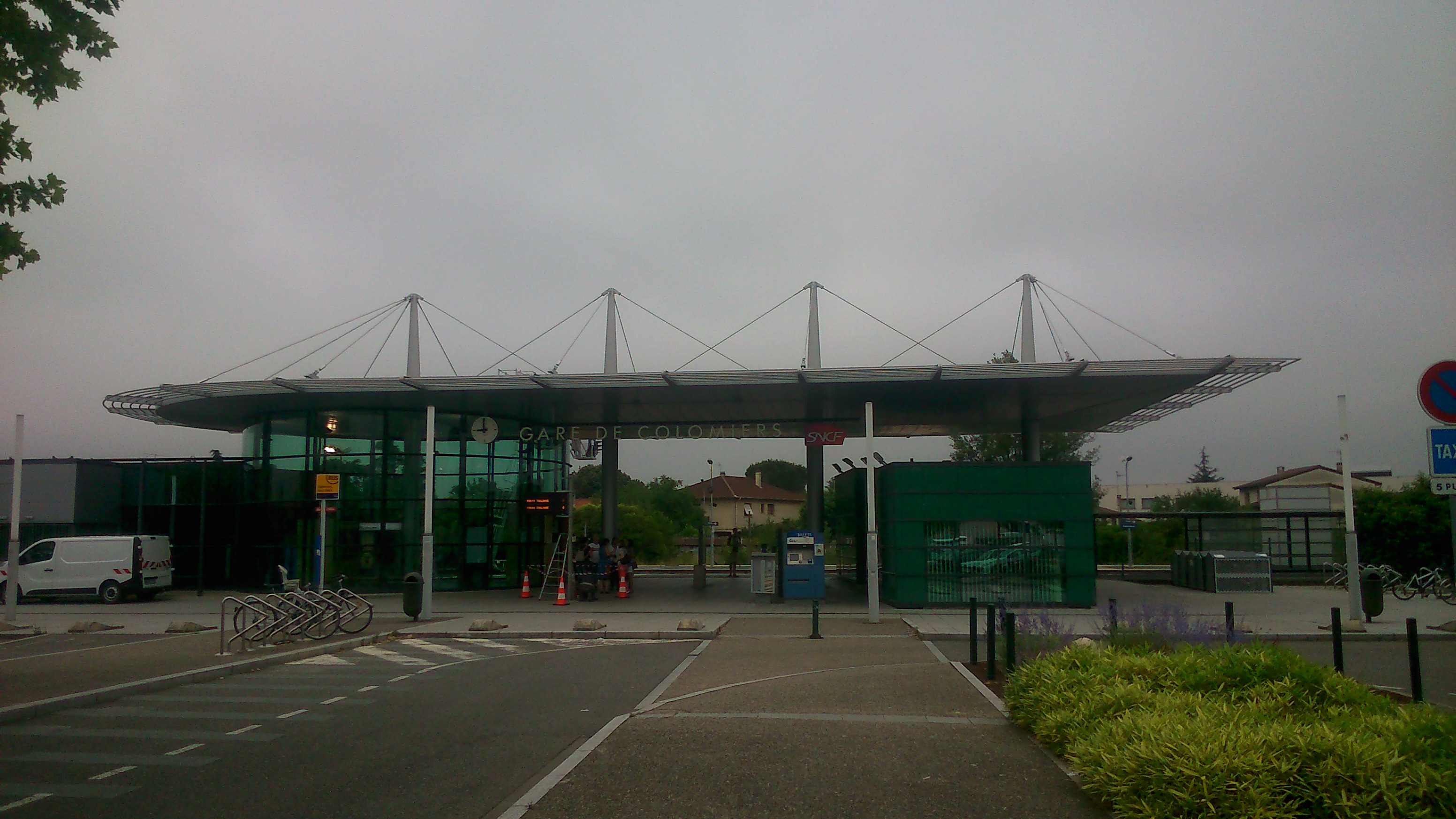
Le bâtiment voyageurs en 2018.

Gare SNCF, elle dispose d'un bâtiment voyageurs, avec un guichet, ouvert tous les jours. Elle est équipée d'automates pour l'achat de titres de transport. C'est une gare « Accès Plus » avec des aménagements, équipements et services pour les personnes à la mobilité réduite.
Un passage souterrain permet la traversée des voies et le passage d'un quai à l'autre.

### Desserte
Colomiers est desservie par des trains TER Occitanie qui effectuent des missions entre les gares de Toulouse-Matabiau et de Auch ou L'Isle-Jourdain, à raison de deux trains par heure aux heures de pointe et d'un par heure en heures creuses. Le temps de trajet est d'environ 22 minutes depuis Toulouse-Matabiau et 1 heure 5 minutes depuis Auch. 
Elle est également desservie par l'ensemble des trains de la ligne C du réseau de transports en commun de Toulouse, dont elle est le terminus ouest, qui circulent entre Toulouse-Saint-Cyprien-Arènes et Colomiers, à raison de deux trains par heure en heures de pointe et d'un train par heure en heures creuses. Les trains sont cadencés et temps de trajet est d'environ 13 minutes depuis les Arènes.

### Intermodalité
Un parc pour les vélos et un parking pour les véhicules y sont aménagés.
Une gare routière permet des correspondances avec des bus du réseau des bus urbains de Toulouse Tisséo (lignes : 21, 32, 55 et L2). Elle est également desservie par la ligne 118 du Transport à la demande dans l'agglomération toulousaine (TAD) et par les lignes 305, 343 et 935 du réseau liO. De par ces correspondances, la gare constitue un véritable pôle d'échanges multimodal, permettant de rejoindre facilement l'ensemble de la ville de Colomiers mais aussi les villes voisines depuis Toulouse et le Gers.

## Projets

### Métro de Toulouse
À l'horizon 2028, le terminus de la troisième ligne de métro automatique de Toulouse sera la gare de Colomiers, de configuration souterraine,. À l'occasion, la gare sera réaménagée sous la forme d'un pôle d'échange multimodal. Le parking actuel sera remplacé par un parking silo au même emplacement et les arrêts de bus seront modifiés.